# حلوة (سردشت)
حلوة هي قرية في مقاطعة سردشت، إيران. يقدر عدد سكانها بـ 318 نسمة بحسب إحصاء 2016.